# 利兰·哈特韦尔
利蘭·哈里森·“李”·哈特韋爾（英語：Leland Harrison "Lee" Hartwell，1939年10月30日—），美國鳳凰城亞利桑那州立大學可持續發展學院教授，西雅圖福瑞德哈金森腫瘤研究中心前總裁暨主席。由於發現調節細胞週期的關鍵蛋白質，與蒂姆·亨特和保羅·納斯一同獲頒2001年的諾貝爾生理學或醫學獎。藉著在酵母菌中進行的一系列研究，哈特韋爾辨明了檢查點在調控細胞週期的關鍵角色，並發現了控制週期起點G1期的細胞分裂週期（Cell-Division Cycle，CDC）基因。

## 教育
哈特韋爾就讀於加利福尼亞州格倫代爾的格倫代爾高中，1961年從加利福尼亞理工學院獲得理學士，1964年由麻省理工學院獲得生物學哲學博士。1965至1968年間，他在加州大學爾灣分校任教授，後在1968年轉往華盛頓大學。從1970至1971年，他以一系列實驗，在釀酒酵母中發現細胞分裂週期（CDC）基因。這些基因負責調控細胞週期，其突變與部份癌症有關。

## 科學研究
哈特韋爾早期專注研究對溫度敏感的酵母菌，透過基因突變使其失去製造去氧核糖核酸（DNA）、核糖核酸（RNA）和蛋白質的能力，這令他發現了細胞分裂週期（CDC）基因。CDC基因促進細胞分裂，尤為重要的是cdc28，因為其編碼酵母的周期蛋白依賴性激酶1型（Cdk1）。他的另一重要貢獻為提出細胞週期檢查點的概念；細胞出現異常時，檢查點負責延遲細胞分裂，直至問題得到解決。

## 工作
哈特韋爾於1997年加入福瑞德哈金森腫瘤研究中心，後成為總裁暨主席，並於2010年離開。2005年，他聯同比爾及梅琳達·蓋茨基金會及國家亞洲研究局健康與老化中心成立太平洋健康峰會。2010年，他加入亞利桑那州立大學，任職維珍尼亞·G·派柏個人化醫學講座教授，同時與米高·比爾特共同擔任生物設計研究中心可持續健康中心總裁。他也是非牟利機構金絲雀基金會科學委員會成員，該基金會致力研發能更早發現癌症的技術。從2011年起，哈特韋爾在印度甘露大學擔任兼職教授。

## 利蘭·哈特韋爾演說
在兩年一度的酵母遺傳學會議上，一位因為在酵母中的研究而對其他學科有廣泛影響的科學家會發表演說。
- 2016：蘇珊·加塞（英语：Susan M. Gasser），弗雷德里希·米歇爾生物醫學研究所（英语：Friedrich Miescher Institute for Biomedical Research）
- 2014：喬治·丘奇，哈佛醫學院
- 2012：史丹利·菲爾茲（英语：Stanley Fields (biologist)），華盛頓大學
- 2010：蘭迪·謝克曼，加州大學柏克萊分校
- 2008：柳田充弘（英语：Mitsuhiro Yanagida），京都大學
- 2006：基姆·內史密斯（英语：Kim Nasmyth），牛津大學
- 2004：蘇珊·林德奎斯特，白石研究中心（英语：Whitehead Institute）
- 2002：利蘭·哈特韋爾，福瑞德哈金森腫瘤研究中心